# Machaerina ayangannensis
Machaerina ayangannensis là loài thực vật có hoa trong họ Cói. Loài này được M.T.Strong mô tả khoa học đầu tiên năm 1997.